# 上田寛 (化学者)
上田 寛（うえだ ゆたか、1949年 - ）は、日本の化学者。東京大学名誉教授。専門は無機固体化学。日本物理学会論文賞受賞。

## 人物・経歴
1971年神戸大学理学部化学科卒業。1977年京都大学大学院理学研究科博士課程修了、日本学術振興会特別研究員。1979年京都大学理学部助手。1988年京都大学理学部講師。1989年東京大学物性研究所助教授。1997年東京大学物性研究所教授。2013年定年退職、東京大学名誉教授。2014年豊田理化学研究所フェロー。専門は無機固体化学、固体物性。

## 著作
- 『高酸素圧下の熱平衡と異常酸化状態の研究』東京大学 1995年
- 『正方ピラミッド型5配位を持つ遷移金属酸化物の電荷・スピン・軌道状態』東京大学  2002年

## 受賞
- 日本物理学会論文賞 2003[3]
- 日本物理学会論文賞 2008[3]